# Tram-train de Nantes
Le tram-train de Nantes est un réseau ferroviaire de la Loire-Atlantique, complémentaire de celui du tramway de Nantes et appartenant au réseau du TER Pays de la Loire.
Ce réseau de tram-train, piloté par la région Pays de la Loire en tant qu'autorité organisatrice de transports, est constitué de deux lignes utilisant l'« étoile ferroviaire » rayonnant autour de la gare de Nantes : Nantes - Clisson, depuis le 15 juin 2011, et Nantes - Châteaubriant, depuis le 28 février 2014.
Le matériel utilisé est plus une automotrice légère assurant une desserte TER qu'un véritable tram-train, puisqu'il n'existe aucune interconnexion avec le tramway nantais. Des mesures conservatoires ont cependant été prises dès l'origine du projet, notamment dans le cadre de la connexion des lignes 1 et 2 du tramway, et en prévision de la desserte du futur aéroport de Notre-Dame-des-Landes, dont le projet a été annulé en janvier 2018. D'autres dessertes périurbaines en tram-train sont envisagées, mais ces projets restent incertains car ils sont pour l'heure, soit reportés à une date ultérieure, soit évoqués mais sans échéance fixée.

## Histoire

### Chronologie
- Juin 2006 : concertation publique sur la réouverture de Nantes - Châteaubriant[2]
- 2007 : première commande de sept rames Citadis Dualis[3]
- Juillet 2008 : enquête publique sur la réouverture de Nantes - Châteaubriant[2]
- Novembre 2008 : déclaration d'utilité publique de la réouverture de Nantes - Châteaubriant[4]
- 2009 : commande supplémentaire de huit rames[3]
- Avril 2011 : commande supplémentaire de huit rames[3]
- 15 juin 2011 : mise en service du tram-train entre Nantes et Clisson[3],[5]
- 28 février 2014 : inauguration et mise en service du tram-train entre Nantes et Châteaubriant[6]
- Septembre 2014 : réorganisation des lignes routières interurbaines autour de la ligne Nantes - Châteaubriant[7]
- Juin 2015 : mise en service du terminus technique de Clisson[8]

### Genèse
L'histoire du tram-train de Nantes est liée au souhait de la région des Pays de la Loire de rouvrir tout ou partie de la ligne ferroviaire reliant Nantes à Châteaubriant. Trois scénarios ont été alors envisagés : le premier envisageait la réouverture de la ligne intégralement en mode Diesel. Les deux autres scénarios envisageaient l'utilisation de trams-trains de Nantes à Sucé-sur-Erdre avec, pour l'un des deux, l'utilisation de la ligne 2 du tramway nantais du centre de Nantes jusqu'à la station Babinière grâce au projet de connexion des lignes 1 et 2 du tramway de Nantes. Dans ces deux scénarios, il était envisagé des navettes Diesel au-delà de Sucé-sur-Erdre, jusqu'à Châteaubriant. Finalement, c'est un quatrième scénario qui a été retenu : l'utilisation de tram-train sur l'intégralité de la ligne ferroviaire, sans interpénétration sur le tramway nantais.

### Lancement du projet

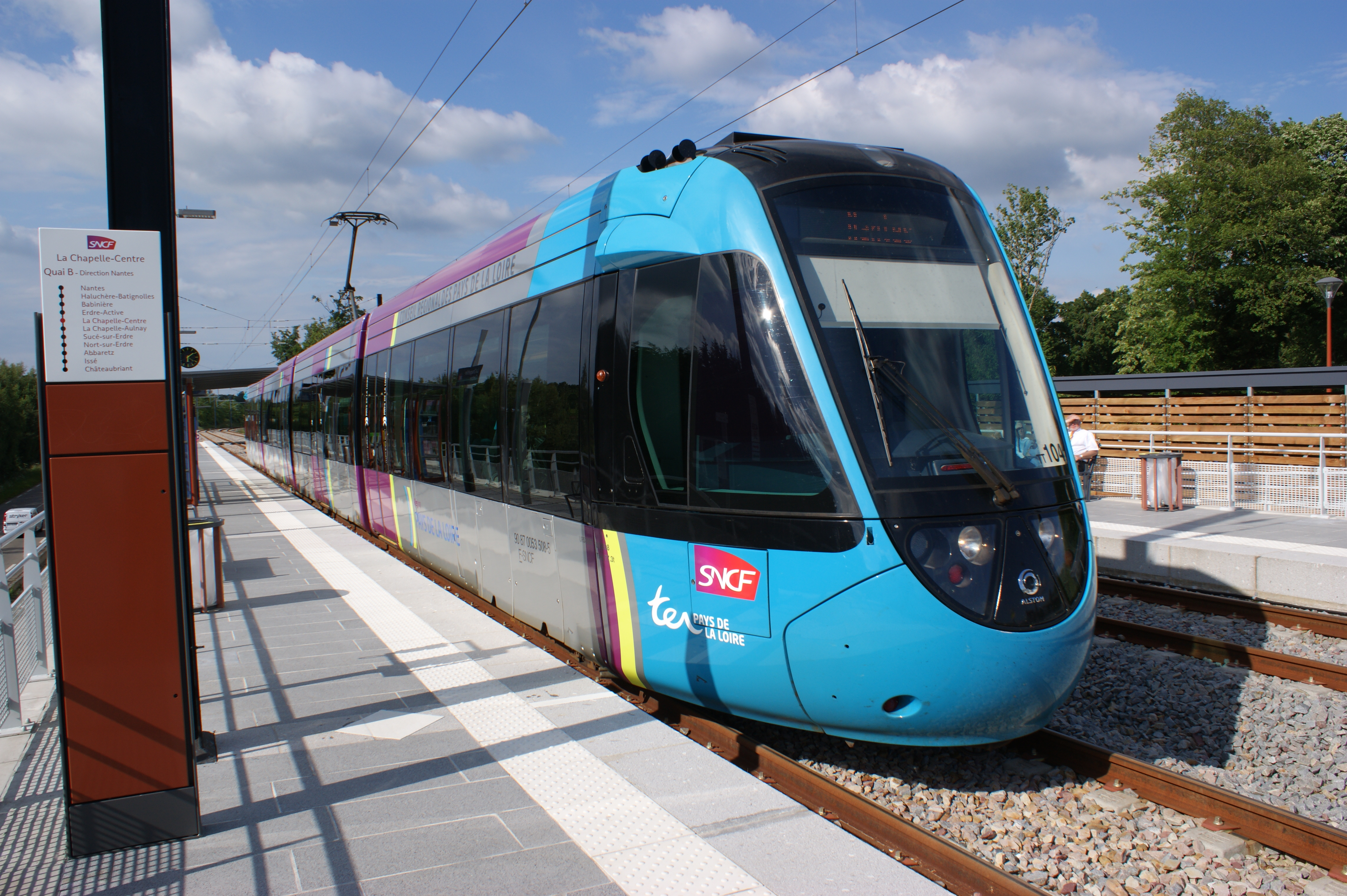
Tram-train en gare de La Chapelle-Centre.

La concertation publique s'est déroulée du 22 mai au 30 juin 2006, avec huit débats. L'enquête préalable à la déclaration d'utilité publique a eu lieu du 9 juin au 10 juillet 2008 et la réouverture de la ligne au service des voyageurs est déclarée d'intérêt général en novembre 2008. La réalisation du projet, initialement prévue en deux phases (Nantes/Nort-sur-Erdre dans un premier temps, puis prolongé jusqu'à Châteaubriant par la suite), sera finalement effectuée en seule fois, la fin des travaux sur la ligne devant totalement prendre fin au plus tard en décembre 2012 pour une mise en service devant intervenir au début de l'année 2013.

### Une deuxième ligne grâce aux retards
Le matériel roulant retenu pour ce projet est le tram-train Citadis Dualis d'Alstom, commandé dès 2007. Si le projet prend beaucoup de retard, c'est aussi le cas de la fabrication et de la livraison de ces rames, mais dans une proportion moindre. En conséquence, la décision est prise en 2008 d'affecter les rames qui seront réceptionnées dès 2010 et qui ne pourront pas être utilisées sur la ligne Nantes - Châteaubriant à la relation Nantes - Clisson, grâce à l'électrification alors en cours de la ligne de Nantes aux Sables-d'Olonne. Cette décision est déjà considérée alors comme définitive avec l'affectation de quatre rames pour cette relation, ce qui nécessita de commander des rames supplémentaires les années suivant cette décision, en 2009 et 2011, portant le nombre total de rames à 23.

### Essais et mise en service

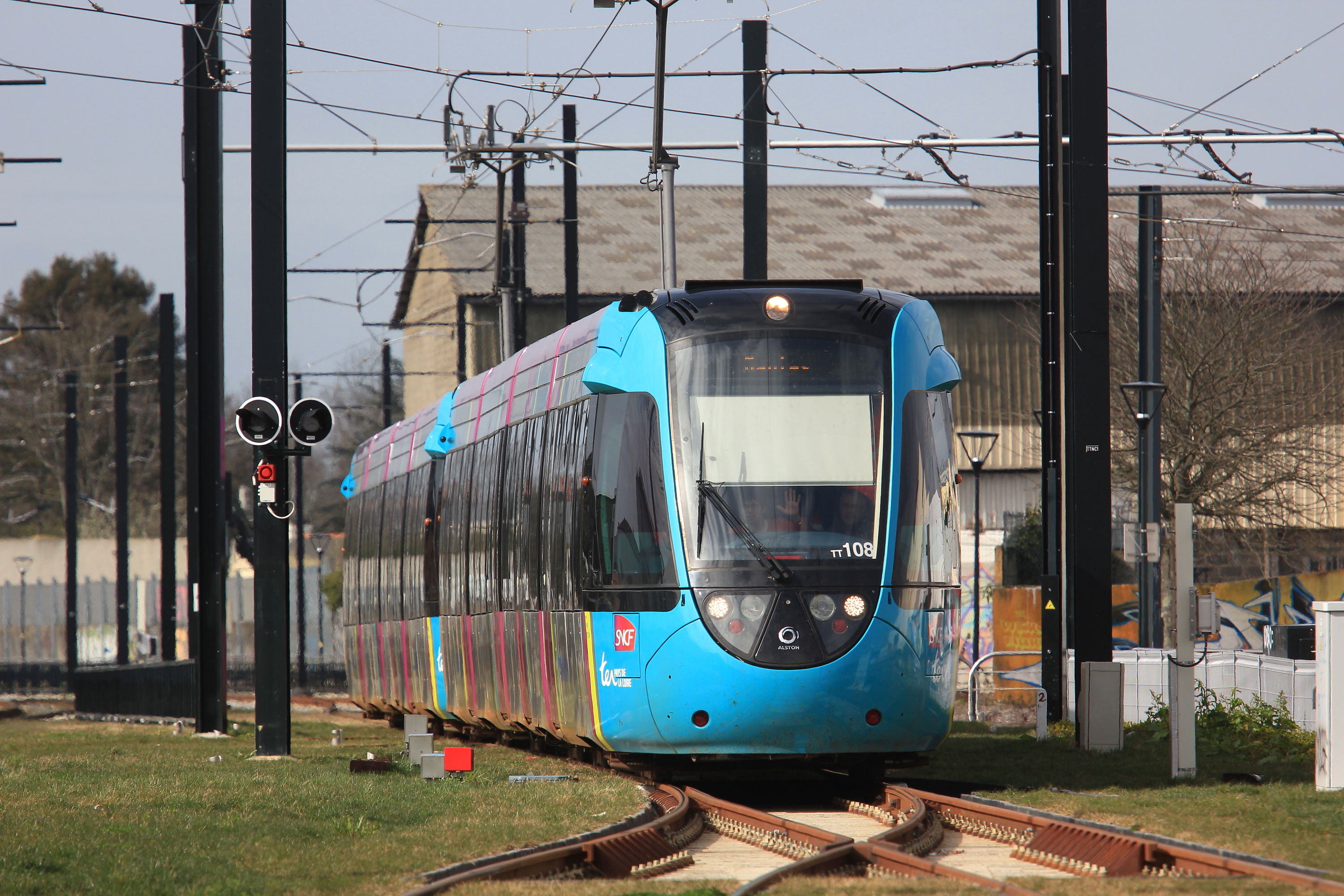
Deux rames Citadis Dualis entrent en gare de Haluchère-Batignolles à Nantes le jour de l'inauguration. Elles franchissent le croisement à niveau avec la ligne du tramway nantais.

Finalement, la mise en service du tram-train sur la relation Nantes - Clisson subit, elle aussi, du retard et n'est effective que le 15 juin 2011,. Cette mise en service enclenche la création d'un nouveau projet plus important sur cette ligne en prévoyant alors la création d'un terminus technique spécifique pour le tram-train à Clisson, afin de pouvoir offrir un train toutes les 30 minutes. Cela permettra aux TER circulant au-delà de Clisson de ne plus desservir les gares entre Nantes et Clisson. Les travaux de création du terminus technique de Clisson ont commencé en avril 2013, ceux du déplacement de la gare de Gorges ont commencé en janvier 2014,,,. La nouvelle gare de Gorges est inaugurée dans les délais prévus, le 14 décembre 2014,, contrairement au terminus technique de Clisson qui est mis en service le 28 juin 2015, avec six mois de retard.

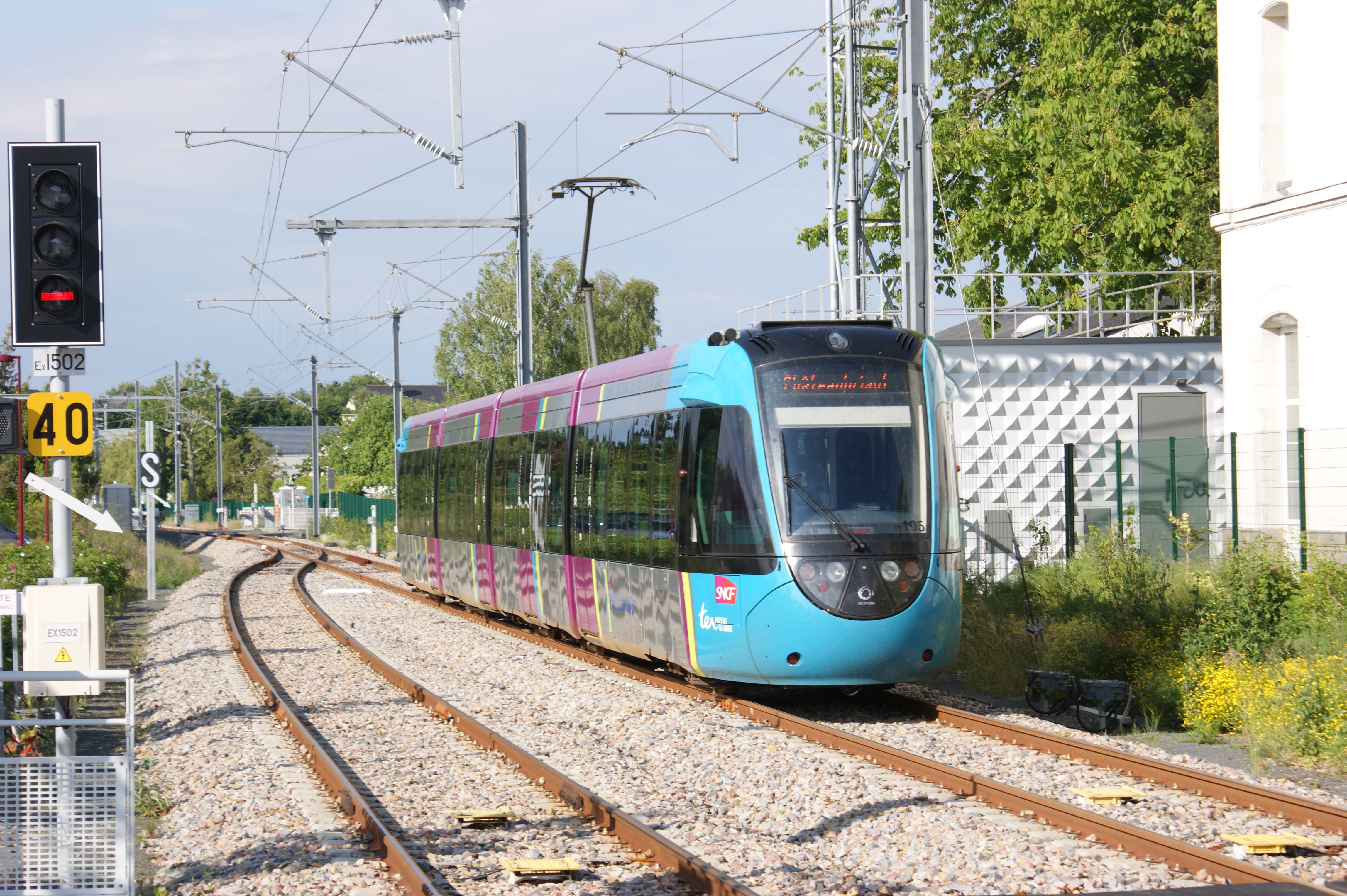
Tram-train arrivant en gare de Sucé-sur-Erdre.

Fin 2011, devant les difficultés administratives, la mise en service du tram-train entre Nantes et Châteaubriant est repoussée une nouvelle fois pour la fin de l'année 2013, avant d'être définitivement annoncée pour le 28 février 2014,,.
La mise sous tension des 64 km de ligne est effective depuis le 24 juin 2013. Les premiers essais dynamiques, notamment sur la traversée oblique de la ligne avec celle de la ligne 1 du tramway, ont commencé le 5 août 2013. Le premier train d'essais à circuler sur la ligne entière a eu lieu le 5 septembre 2013.
L'inauguration de la ligne de tram-train de Nantes à Châteaubriant se déroule le 28 février 2014 en présence du Premier ministre Jean-Marc Ayrault, du ministre délégué aux Transports Frédéric Cuvillier, du président de la région des Pays de la Loire Jacques Auxiette, du président de la SNCF Guillaume Pépy, entre autres. À cette occasion, seules les relations entre Nantes et Châteaubriant sont mises en service. Les allers-retours entre Nantes et Sucé-sur-Erdre seront mis en service en mai et les allers-retours entre Nantes et Nort-sur-Erdre à l'été 2014.
La réorganisation des lignes routières interurbaines du réseau départemental Lila gravitant autour de la nouvelle ligne TER Nantes - Châteaubriant n'interviendra qu'en septembre 2014, une fois la montée en régime de la ligne terminée.

## Les lignes

### Nantes - Clisson

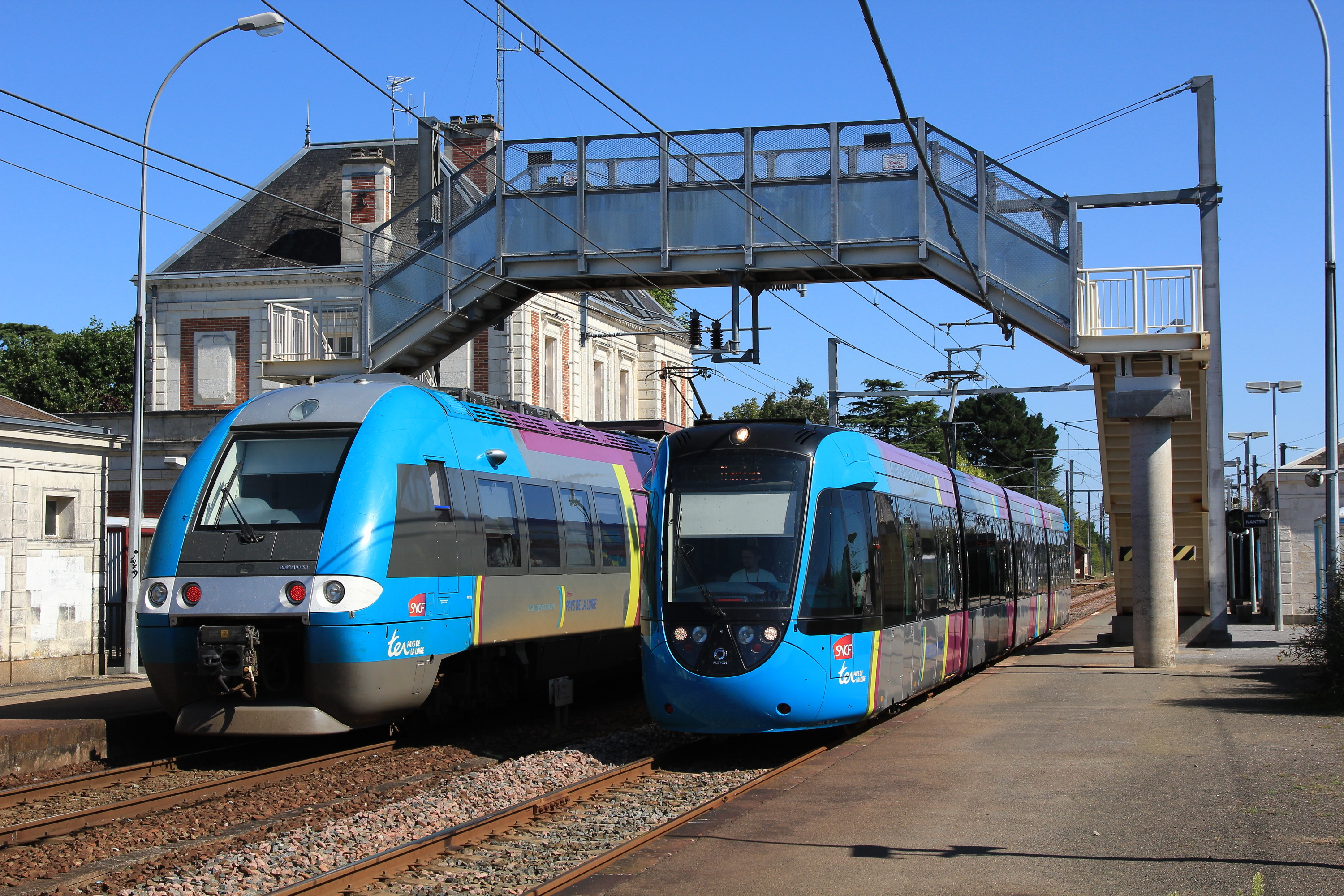
Tram-train et TER en gare de Clisson.

La ligne de tram-train Nantes - Clisson est mise en service le 15 juin 2011, en complément des TER circulant sur ce même parcours, et dont la majorité continuent vers Cholet, La Roche-sur-Yon, La Rochelle ou Les Sables-d'Olonne. Les trams-trains de cette relation desservent toutes les gares intermédiaires sauf Gorges (desservie par quelques rares TER classiques), soit cinq gares, dont Vertou. Les TER Nantes - Vertou, assurés jusqu'à présent avec des TER classiques de type X 73500 sont assurés en trams-trains également. En 2014, l'offre est de sept allers-retours Nantes - Clisson et onze allers-retours Nantes - Vertou.
L'étape finale, qui devait avoir lieu à la fin de l'année 2014, mais qui finalement se réalise en juillet 2015 par la mise en service du terminus technique de Clisson permettant d'augmenter significativement l'offre de trams-trains, les TER ne marquant plus d'arrêt entre Nantes et Clisson,. Préalablement à cette étape, l'ouverture de la nouvelle gare de Gorges, déplacée d'un kilomètre au sud de l'ancienne, se déroule en décembre 2014, avec la desserte systématique par tous les trams-trains.

### Nantes - Châteaubriant

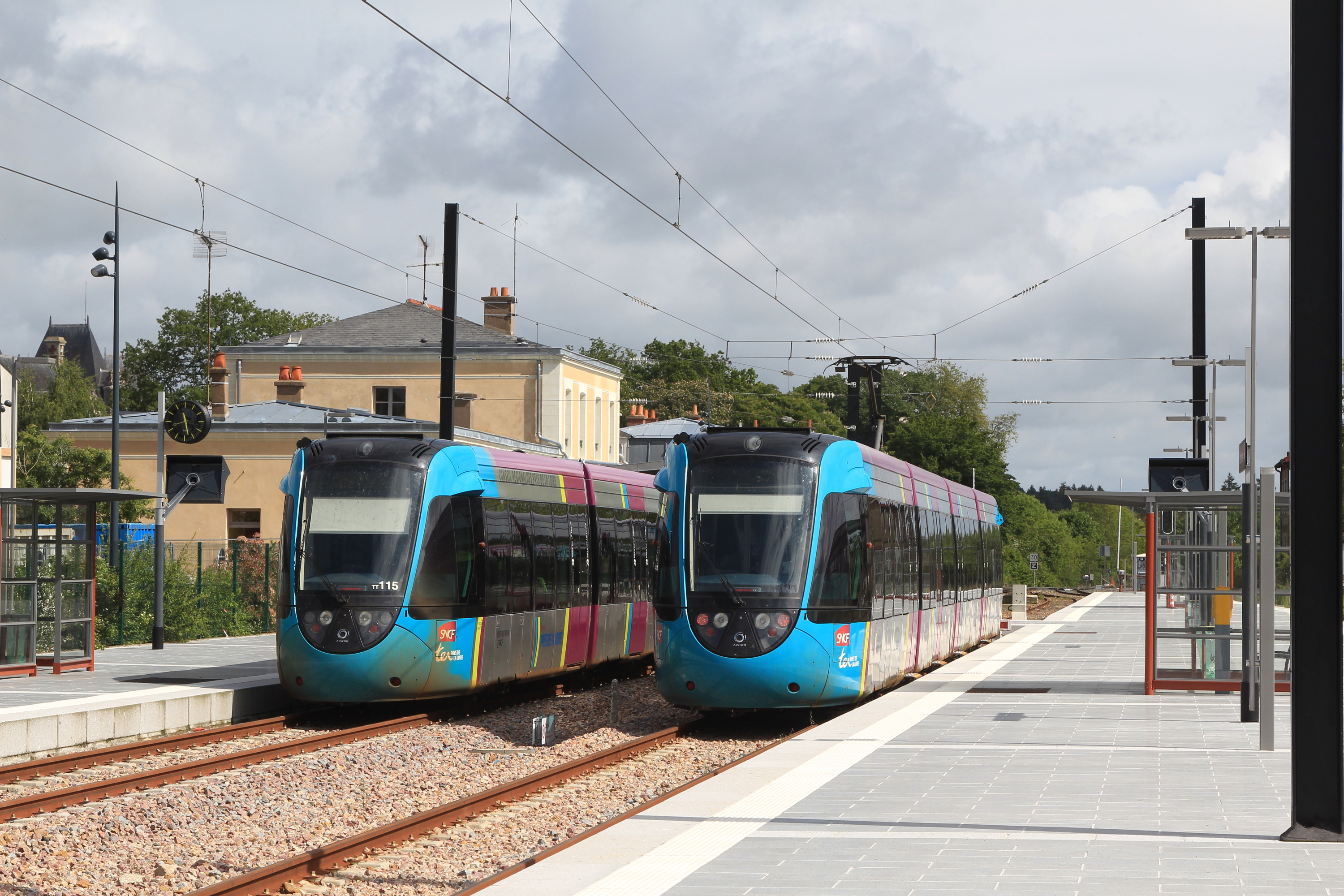
Deux trams-trains en gare de Châteaubriant.

En août 2013, les travaux sur la ligne sont achevés jusqu'à Châteaubriant et les essais ont pu débuter pour une mise en service effectuée le 28 février 2014.
Auparavant, le projet avait été scindé en deux phases : la première phase en 2011 concernait le tronçon Nantes - Nort-sur-Erdre, puis dans les années qui devaient suivre, (au plus tard en 2013), la seconde phase devait être mise en service avec la desserte dans son intégralité jusqu’à Châteaubriant.
La ligne dessert onze gares, et devrait accueillir selon les estimations plus de 11 000 voyageurs par jour, ce qui en ferait l'axe ferroviaire le plus fréquenté de la région à l'horizon de septembre 2017. En 2015, la fréquentation n'était que de 3 650 personnes par jour en moyenne.
Une interconnexion avec le réseau de tramways de la SEMITAN est également à l'étude. En attendant, des pôles d'échanges communs avec les transports de l'agglomération nantaise ont été aménagés à Haluchère-Batignolles et à Babinière (seule la gare de Haluchère-Batignolles est en service pour les tramways et les bus depuis le 1er octobre 2012 dans le cadre du projet de connexion des lignes 1 et 2).

## Exploitation

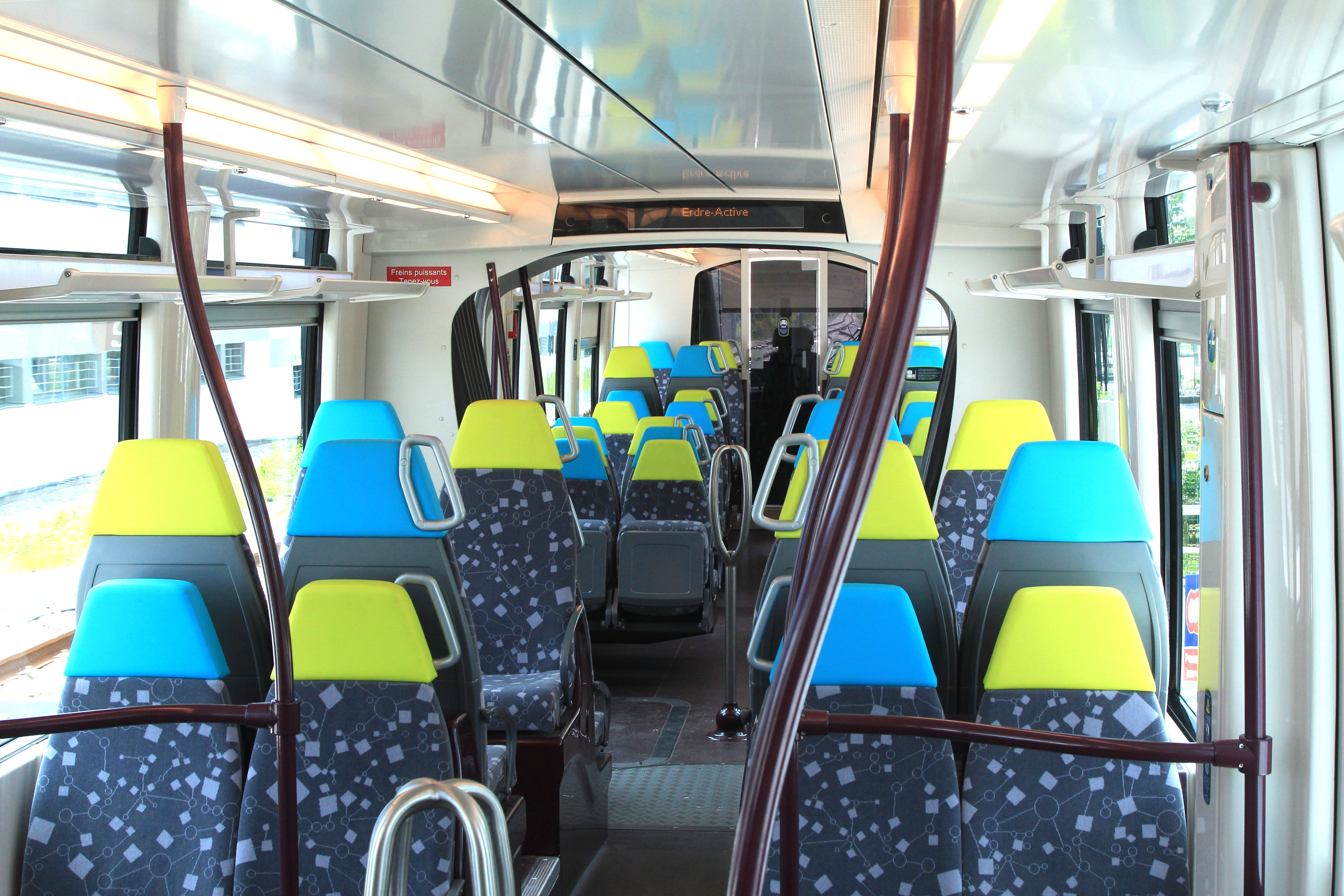
Intérieur d'un tram-train Citadis Dualis nantais.

### Matériel roulant
En juillet 2007, la SNCF, mandatée par la région Pays de la Loire, a choisi des rames de type Citadis Dualis proposées par Alstom pour circuler sur ces deux lignes et qui sont construites dans son usine de Valenciennes.
La région a d'ores et déjà commandé 24 rames à Alstom pour un montant d'environ 96 M€. Cette commande s'est décomposée en une première commande de sept unités en 2007, une première levée d'option de huit unités en 2009, et une seconde levée d'option du même nombre de rames en avril 2011. De plus, le retard de livraison de ce matériel a abouti à obtenir une rame gratuite supplémentaire  d'un montant de 4 millions d'euros en mars 2011.
La livraison de ces rames, numérotées dans la série U 53500, a débuté en décembre 2009, et est toujours en cours. Les premières rames sont affectées à la liaison Nantes - Clisson, au nombre de huit. Douze autres rames seront nécessaires lorsque l'offre entre Nantes et Châteaubriant sera complète, le reste du parc composant la réserve ou étant en maintenance. Par ailleurs, le tram-train assure également dix-huit allers-retours limités à la desserte du tronçon urbain entre Nantes et Vertou.
Le tram-train compte au total de 244 places, dont 98 places assises et 146 places debout. Il dispose de toilettes, d'espaces de rangement pour les bagages, et est adapté pour les personnes à mobilité réduite. Sa vitesse maximale est de 100 km/h.

### Centres de maintenance
Deux ateliers de maintenance sont consacrés à la maintenance du tram-train de Nantes.
- À Doulon, est construit le dépôt des Citadis Dualis, sur le site de l'ancienne gare. Dès février 2010, les sept premières rames y ont été affectées. Le nettoyage et le sablage[39] de ces dernières y est également effectué. Après plus d’un an de travaux, le site est désormais opérationnel depuis le printemps 2010[40]. Une extension de ces ateliers est livrée en juillet 2014[41], afin de porter sa capacité d'accueil à 24 rames[42],[43], permettant de gérer l'ensemble du parc des deux lignes de tram-train.
- À la gare de Nantes, un atelier de maintenance lourde des trams-trains est construit à proximité de l'atelier de maintenance des TER Pays de la Loire et de la gare de marchandises des Blottereaux. Les arrêts techniques et gros travaux ne pouvant être faits sur le site de Doulon sont effectués dans cet atelier[44], opérationnel depuis 2010[réf. nécessaire].

### Personnel
Le personnel consacré à l'exploitation des deux lignes de tram-train est constitué de 88 personnes comprenant :
- 44 conducteurs-trices
- 20 agents de maintenance du matériel roulant, capables également de déplacer une rame, une nouveauté dans l'organisation de l'entreprise SNCF ;
- 9 agents-es commerciaux présents dans les gares et dans les trains
- 15 agents de maintenance de l'infrastructure[45].

### Tarification
Les tarifications TER et SNCF s'appliquent normalement sur Nantes - Clisson. Sur Nantes - Chateaubriant, une tarification spécifique a été mise en place à l'occasion de la réouverture de la ligne.

## Les projets
Actuellement, il n'existe aucune interconnexion avec le tramway nantais. Des mesures conservatoires ont cependant été prises en ce sens dès l'origine du projet, notamment dans le cadre de la connexion des lignes 1 et 2 du tramway et de la desserte de l'aéroport de Notre-Dame-des-Landes, même si, pour l'heure, le premier projet d'interconnexion est reporté à une date ultérieure et le second, en raison de l'abandon du projet d'aéroport, n'est plus d'actualité.
Plusieurs dessertes en tram-train sont à l'étude, sans date d'échéance, dont notamment :
- Nantes - Pornic[48], projet aujourd'hui limité à Sainte-Pazanne et en TER classique[49] ;
- Nantes - Carquefou[48] ;

En marge du tram-train, d'autres dessertes périurbaines sont évoquées autour de Nantes, mais avec des TER classiques :
- Nantes - Savenay[49] ;
- Nantes - Ancenis[49].